# جوزيه سا
جوزيه بيدرو مالييرو دي سا (بالبرتغالية: José Sá) مواليد 17 يناير 1993 في براغا، هو لاعب كرة قدم برتغالي يلعب مع نادي وولفرهامبتون واندررز كحارس مرمى في الدوري الإنجليزي، ومثّل منتخب البرتغال لكرة القدم.

## روابط خارجية
- خوسيه سا على موقع الاتحاد الدولي (مؤرشف)  (الإنجليزية)
- خوسيه سا على موقع الاتحاد الأوربي (الإنجليزية)
- خوسيه سا على موقع قاعدة بيانات كرة القدم.إي يو (الإنجليزية)
- خوسيه سا على موقع ناشيونال فوتبول تيمز (الإنجليزية)
- خوسيه سا على موقع Soccerbase.com (لاعب) (الإنجليزية)
- خوسيه سا على موقع Soccerway.com (الإنجليزية)
- خوسيه سا على موقع عالم كرة القدم.نت (الإنجليزية)
- خوسيه سا على موقع AS.com (الإسبانية)